# Katarungang pambarangay

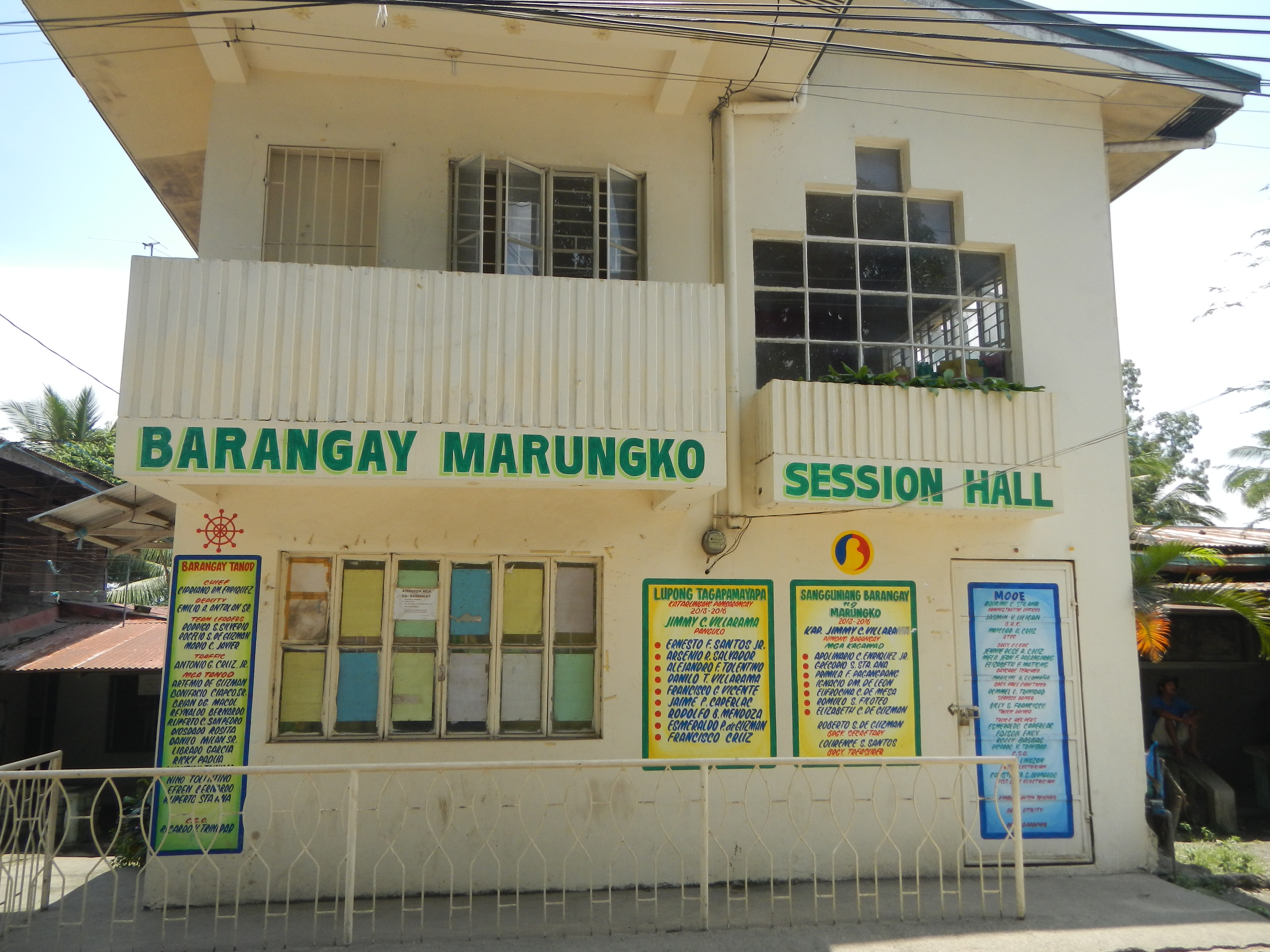
Sur ce centre du barangay de Marungko à Angat, une enseigne (en jaune, au milieu) indique les membres du Lupong, chargés de la katarungang.

La katarungang pambarangay, ou système de justice des barangays, est un ordre juridictionnel aux Philippines, comparable à la justice de paix. La justice de barangay sert à fournir un moyen rapide et accessible de résoudre les litiges d’importance mineure.

## Histoire
Le concept de katarungang pambarangay trouve ses racines dans les pratiques judiciaires traditionnelles des cultures autochtones aux Philippines. Dès la colonisation espagnole, une forme de juridiction est reconnue aux principales par décret royal en 1594. La forme moderne de la katarungang pambarangay est officiellement instituée en 1978 par le décret présidentiel n°1508, également connu sous le nom de loi Katarungang Pambarangay. En 1991, le système est renforcé et intégré dans le Code du gouvernement local (par le Republic Act 7160), qui élargit son champ d'application et précise ses procédures.

## Structure et fonctionnement
Les plaignants prennent d’abord contact avec le dirigeant du barangay (appelé punong barangay), qui effectue une première tentative de conciliation. Si après 15 jours, le différend persiste, les personnes en conflit et le punong assemblent un pangkat ng tagapagkasundo, un panel de trois membres choisis parmi le Lupon local. Un lupong tagapamayapa ou lupon est un conseil présent dans chaque baragay, constitué de 10 à 20 membres de la communautñe et renouvelé tous les trois ans.
Une étude de 2022 montre que les membres des lupon sont majoritairement des hommes diplômés et ont un âge médian de 61 ans. Tous les membres des lupon trouvent que c'est une tâche difficile, principalement à cause du manque de formation (la plupart ne bénéficieront que d'un ou deux séminaires de formation au cours de leur mandat) et à cause des situations où les personnes en conflit ne coopèrent pas (mensonges, violences, inassiduité). Une autre étude, de 2021, rapporte que 68 litiges sur 72 se résolvent par une conciliation à l'amiable.

## Compétence
La katarungang pambarangay a compétence sur un large éventail de conflits civils et criminels mineurs entre résidents du même barangay ou de barangays adjacents. Cependant, certains types de cas sont exclus de sa juridiction, notamment ceux impliquant des fonctionnaires du gouvernement ou ceux dont la valeur dépasse 5 000 pesos.

## Évaluation
De nombreuses études dans le début des années 2020 cherchent à mesurer les performances de la katarungang pambarangay. Par exemple, l'une d'entre elles conclut que les règles prévues par la loi pour l'exercice de la katarungang pambarangay sont généralement bien respectées.

## Galerie

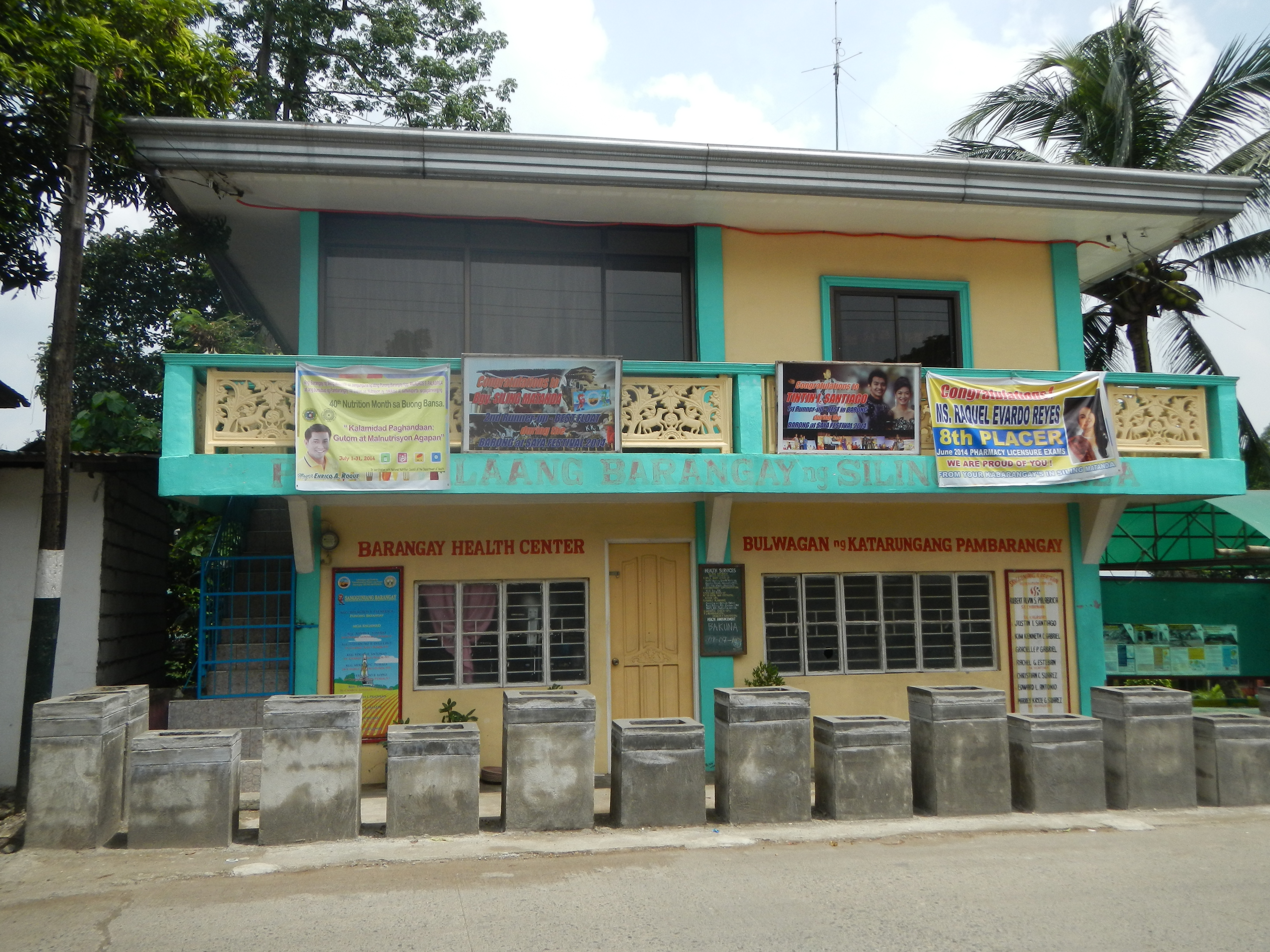
En bas à droite de ce bâtiment du barangay de Siling Matanda à Pandi, la peinture murale indique la salle dédiée à la katarungang.
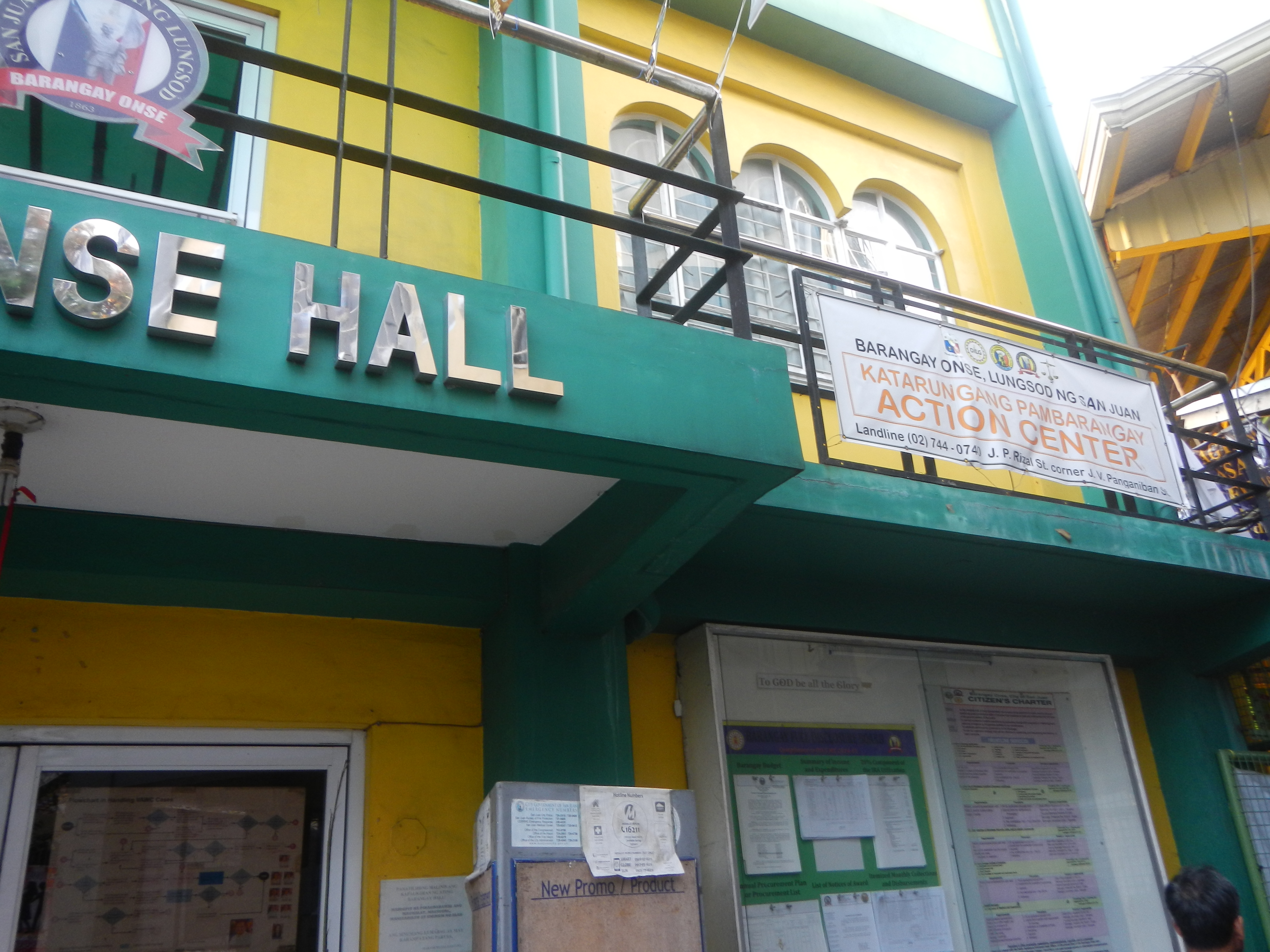
Au barangay d'Onse à San Juan, une pancarte indique le Katarungang Pambarangay Action Center.